# خانه سوزنگر
خانه سوزنگر مربوط به دوره قاجار است و در دزفول، محله قلعه واقع شده و این اثر در تاریخ ۲۵ اسفند ۱۳۷۸ با شمارهٔ ثبت ۲۶۰۶ به‌عنوان یکی از آثار ملی ایران به ثبت رسیده است.